# Gowron
Gowron is een personage uit het Star Trekuniversum, uit de televisieseries Star Trek: The Next Generation en Star Trek: Deep Space Nine. Gowron is de leider van het Klingonrijk. Hij wordt gespeeld door de Amerikaanse acteur Robert O'Reilly.

## Strijd om de leiding
Gowron was de zoon van de Klingonkrijger M'Rel. Na de dood van de leider van het Klingonrijk kanselier K'mpec stelde Gowron zich kandidaat voor het kanselierschap. Ook de verraderlijke Duras wilde kanselier worden. K'mpec had net voordat hij stierf de onpartijdige Starfleet-kapitein Jean-Luc Picard aangesteld als bemiddelaar bij de verkiezing. Maar toen de verkiezing net begonnen was ontdekte Federatie-ambassadeur K'Ehleyr dat Ja'rod, Duras' vader, geheimen aan de Romulanen had verraden. Toen Duras dat hoorde besloot hij K'Ehleyr te vermoorden, zodat het verraad niet aan het licht kwam. Na de dood van K'Ehleyr daagde Worf, haar liefdespartner, Duras uit tot een tweegevecht. Worf won en hij doodde Duras. Zonder tegenstanders werd Gowron gekozen tot nieuwe kanselier van het Klingonrijk. (TNG-aflevering "Reunion")

## De Duras-familie
Na de onverwachte dood van Duras, leider van het huis Duras, had de nog steeds zeer machtige Duras-familie niet veel tijd nodig om een nieuwe greep naar de macht te doen. Lursa en B'Etor, de zusters van Duras, kwamen met een bastaardzoon op de proppen als pretendent voor de kanselierstitel. Deze Toral was nog maar een jongen, maar de wilskrachtige zusters hadden genoeg medestanders in de Klingonraad om Gowron uit te dagen. Gowron wilde van geen wijken weten en in 2367 brak een burgeroorlog uit. Nadat Starfleet de bevoorrading van de Duras-familie door het Romulaanse Rijk blokkeerde, werden de rebellen verslagen en verloor de Duras-familie veel van hun macht. De Mogh-familie, waartoe de aan Gowrons zijde meevechtende Worf en Kurn behoorden, werd weer in ere hersteld. (TNG-aflevering "Redemption")
Nadat de burgeroorlog was beëindigd, besloot de trotse Gowron alle verwijzingen naar de hulp van de Verenigde Federatie van Planeten uit de geschiedenisboeken te schrappen. (TNG-aflevering "Unification")

## Keizer Kahless
In 2369 creëerden priesters op de planeet Boreth een kloon van Kahless de Onvergetelijke uit bloedresten op een eeuwenoude dolk van de eermalige tiran Molor. Hoewel uiteindelijk uitkwam dat deze Kahless een kloon was, besloot kanselier Gowron op voorspraak van Worf Kahless tot ceremoniële keizer van het Klingonrijk uit te roepen. (TNG-aflevering "Rightful Heir")

## Aanval op Cardassia
Na de ontdekking van de Dominion in het Gamma-kwadrant bestond er jarenlang een onzekere relatie tussen dit rijk en de Federatie. Na 2370 werd de dreiging uit het Gamma-kwadrant steeds groter. Gowron benoemde generaal Martok tot zijn adviseur, niet wetende dat deze was overgenomen door een vormveranderaar van de Founders, de stichters van de Dominion. Martok wist met valse informatie Gowron te overtuigen de Cardassiaanse Unie aan te vallen. De aanval werd veroordeeld door de Federatie en Gowron zegde daarop de alliantie met de Federatie op. (DS9-afleveringen "The Way of the Warrior" en "Rules of Engagement")

## Klingonrijk in conflict met de Federatie
De invasie van de Cardassiaanse Unie was weinig succesvol, maar Gowron bleef proberen zijn rijk uit te breiden. (DS9-aflevering "Hippocratic Oath")
Toen Gowron grondgebied van de Federatie opeiste begon Starfleet te vermoeden dat Gowron een Founder-vormveranderaar was. (DS9-aflevering "Broken Link")
Odo, Worf en Miles O'Brien probeerden Gowron te ontmaskeren, maar ontdekten dat diens adviseur Martok de vormveranderaar was. Deze werd door de Klingons gedood, maar Gowron bleef zijn agressieve politiek doorzetten. (DS9-aflevering "Apocalypse Rising")
Nadat de Cardassiaanse Unie een alliantie met de Dominion aanging en de echte Martok uit een Cardassiaanse gevangenis werd bevrijd sloot Gowron weer vrede met de Federatie. (DS9-afleveringen "In Purgatory's Shadow" en "By Inferno's Light")

## De dood van Gowron
In een poging de groeiende invloed van generaal Martok te neutraliseren nam Gowron het opperbevel van de Klingonvloot over. Hij begon aan een serie risicovolle aanvallen, maar zonder veel succes. Dit leidde tot gevaarlijke situaties voor het Klingonrijk en uiteindelijk daagde Worf kanselier Gowron uit tot een duel, waarin Gowron werd gedood. Worf weigerde het aangeboden leiderschap, waarop Martok de nieuwe kanselier van het Klingonrijk werd. (DS9-afleveringen "When It Rains..." en  "Tacking Into the Wind")